# Prallwand
Prallwände müssen als Sicherheit eingebaut werden, damit man sich beim Anprall an die Wand bei intensiven Sportausübungen nicht verletzen kann. Prallwände müssen schutzfunktionelle Eigenschaften erfüllen, um eine Verletzungsgefahr bei Kontakt des Sportlers mit der Wand zu vermeiden.

## Anforderungen
Prallwände in einer Sporthalle müssen der Ballwurfsicherheit nach DIN 18032 entsprechen. Alle Hallenstirnwände müssen nach den Richtlinien der DIN 58125 und Unfallverhütungsvorschriften der Gesetzlichen Unfallversicherung in Deutschland kraftabbauend sowie nach DIN 18032 vollkommen ebenflächig ausgebildet werden.
Prallwände müssen eine Schutzfunktion, Sportfunktion und materialtechnische Eigenschaften aufweisen. Wichtig ist die Erfüllung der Schutzfunktion, das sind Eigenschaften, die die Verletzungsgefahr vermindern sollen.
Zu den Sportfunktionen zählen die optimale Anwendung der üblichen Sporttechniken als Übungen in Bezug auf Ballreflexion.
Um sicherzustellen, dass die Prallwand den erwarteten Beanspruchungen über eine längere Zeit standhält sind die technischen Eigenschaften erforderlich.

### Kraftabbau
Prallwände werden in Sporthallen mit kraftabbauenden Eigenschaften eingesetzt. Die Prüfung des Kraftabbaues erfolgt an einem Muster und im horizontalen Aufbau. Zur Prüfung von Prallwänden in fertiggestellten Sporthallen wurde ein vertikaler Sportler entworfen. Somit wird eine Stoßabsorptionsmessung möglich, welche Rückschlüsse auf die Eignungsprüfung nach DIN 18032 liefert.

### Ballwurfsicherheit
Neben den schutzfunktionellen Eigenschaften muss die Prallwand auch sportfunktionelle Eigenschaften erfüllen. So ist die Ballwurfsicherheit von Decken, Wänden, Lampen und Scheiben zwingend nachzuweisen damit diese in Sporthallen zum Einsatz kommen können.
Durch eine Ballschusskanone kann die Ballwurfsicherheit ermittelt werden. Für die Prüfung nach DIN 18032 verwendet man einen gewöhnlichen Handball. Man stellt die Kanone so vor der Wand auf, dass der Ball beim Aufprall mit einer Geschwindigkeit von 80 km/h gegen die Wand geschossen wird. Dabei darf der geprüfte Gegenstand auch nach dreißig Schüssen keine Schäden aufweisen. Neben der Prüfung mit dem Handball muss eine Wandverkleidung zum Erreichen der vollen Ballwurfsicherheit auch den Beschuss mit einem Hockeyball mit einer Geschwindigkeit von 60 km/h ohne Schäden bestehen. Systeme, die zwar die Handballbeschuss ohne Schäden, den Hockeyballbeschuss jedoch nicht bestehen, werden als eingeschränkt ballwurfsicher klassifiziert und können im oberen Bereich von Hallen außerhalb der Torbereiche eingebaut werden.

## Arten von Prallwänden

### Holzprallwand
Prallwände und Wandverkleidungen aus Holz werden auf Tragkonstruktionen aus Multiplexmaterial oder Metall montiert. Sichtverkleidungen können je nach Wunsch z. B. als Multiplexplatten mit der Dicke von 15 bis 18 mm, aus Birke oder in Buche eingebaut werden. MDF-Material kann ab der Dicke von 18 mm eingesetzt werden, die Oberfläche kann farbig lackiert, furniert oder HPL-beschichtet ausgebildet werden. Um die Stabilität zu gewährleisten, ist es ratsam nur MDF-Platten mit einer Dichte von min. 950 kg/m³ einzusetzen. Als weiteres Verkleidungsmaterial kommen Fichte-Dreischicht-Platten mit 18 mm Stärke oder auch Vollholz in Paneelform zur Ausführung.
Um den in Sporthallen häufig hohen Schallpegel und die Nachhallzeit zu reduzieren, werden raumakustisch wirksame Vollholzpaneele als Prallwandverkleidung eingesetzt, bei denen ein Schallabsorbermaterial integriert oder hinterlegt ist und die Oberfläche mit schmalen Fugen oder einer Lochung ausgeführt ist.
Tragkonstruktionen können in Holz, als Hybridkonstruktion mit Aufständerungen aus Stahlblech, mit Holzlattungen und Stahl ausgebildet werden.
Holzprallwände gibt es als elastische und starre Ausführung. Die elastische Ausführung mit Kraftabbau >= 60 % wird an den Stirnseiten der Sporthalle bis zu einer Höhe von mindestens zwei Metern eingebaut. Starre Holzprallwände mit Kraftabbau < 60 % werden oberhalb von zwei Metern eingebaut.

### Glasprallwand
Glasprallwände bestehen aus Tragkonstruktionen in Stahl oder Holz und werden mit punkthaltenden Verglasungen ausgerüstet. In Glasprallwände können problemlos Türen und Fensteröffnungen eingebunden werden. Dabei ist darauf zu achten, dass man Teilflächen markieren soll, um Hindernisse besser wahrnehmen zu können. Für Außenfassaden eignen sich Glasprallwände auch. Um Kondensatbildung zu vermeiden, ist bei der Verwendung als Vorsatzfassade auf eine gute Durchlüftung der Zwischenkonstruktion zu achten. Eine Glasprallwand kann auch als eine großflächige öffenbare Türe ausgebildet werden.

### Textile Prallwand
Textile Prallwände sind punktelastische Beläge bestehend aus einer kraftabbauenden Schaumstoffschicht mit einem textilen Oberbelag. Diese Beläge können entweder direkt auf eine gespachtelte Mauerfläche oder auf eine ebene Holzvorsatzschale geklebt werden. In textilen Prallwänden ist es möglich Piktogramme einzuarbeiten.

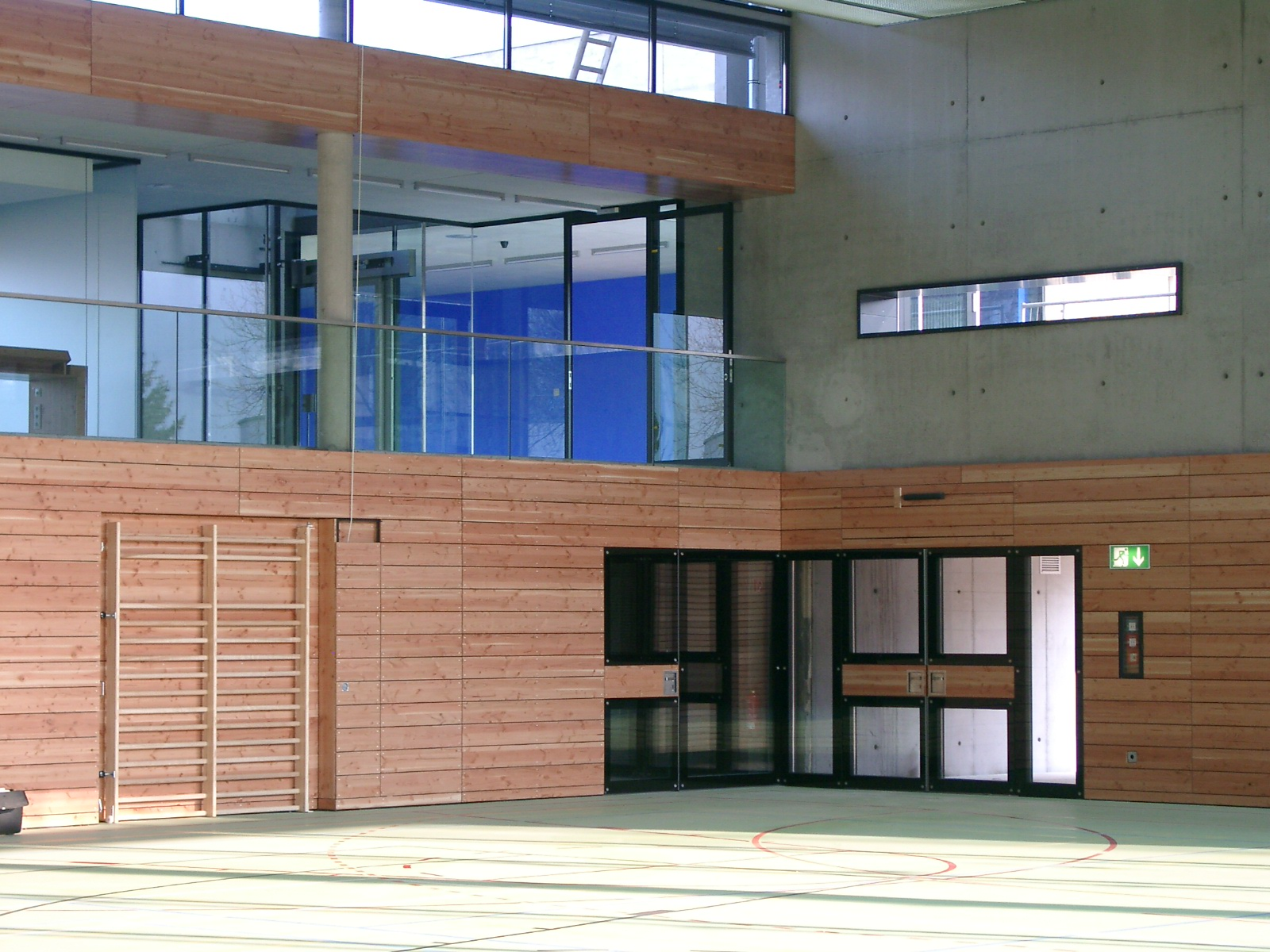
Holzprallwand
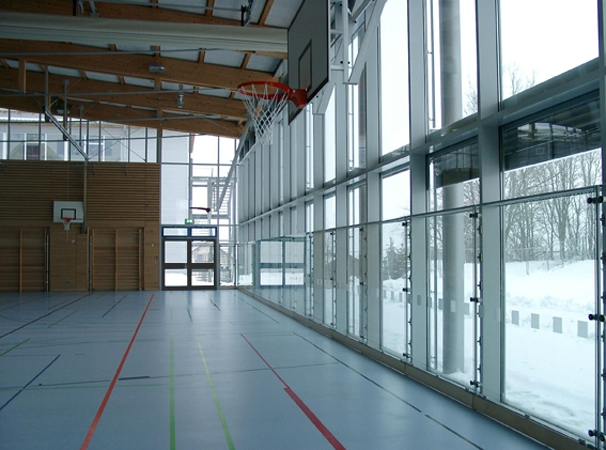
Glasprallwand
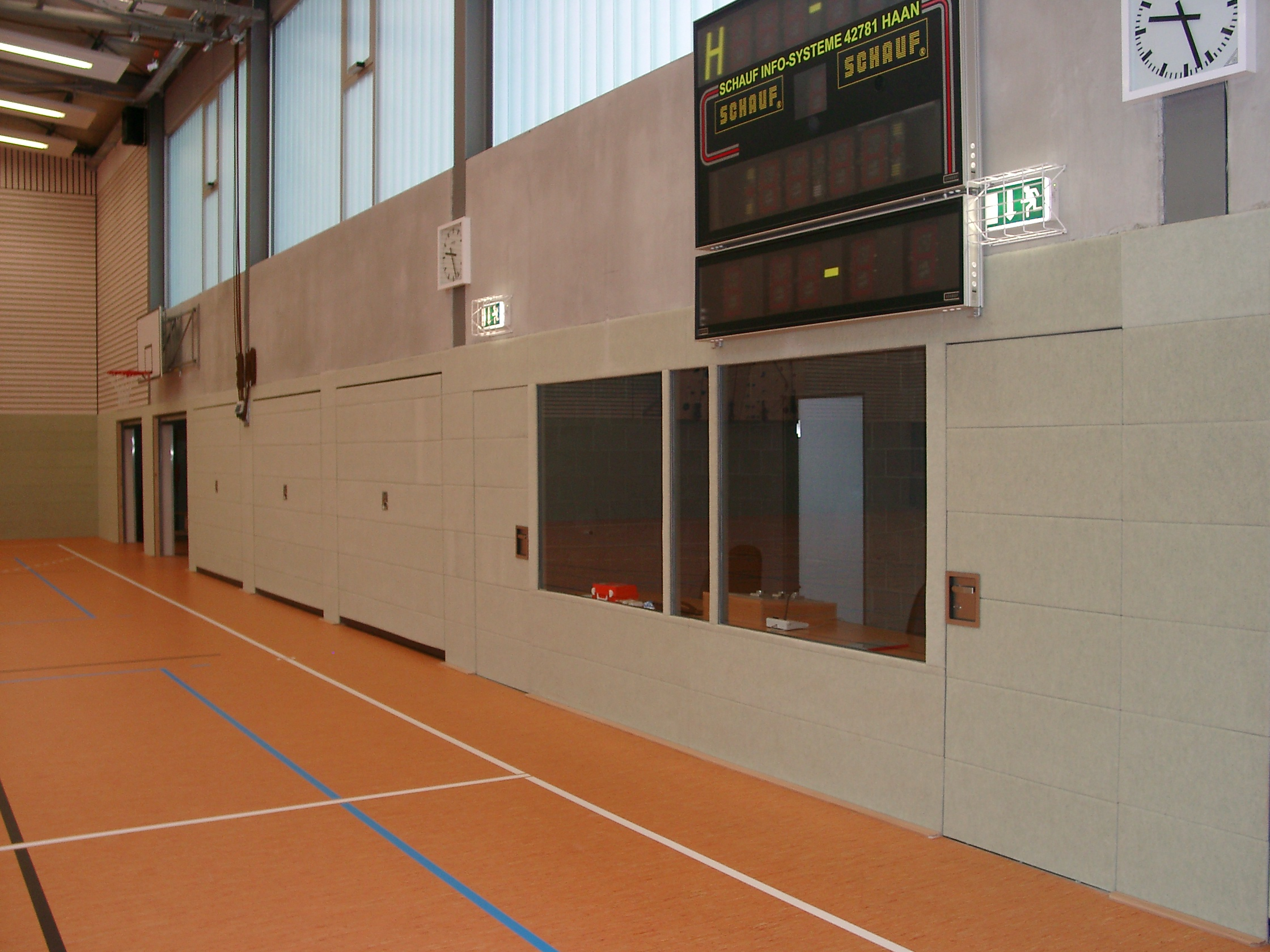
Textile Prallwand